# Al-Busayrah
Al-Busayrah (tiếng Ả Rập: البصيرة) là một thị trấn ở miền đông Syria, một phần hành chính của Tỉnh Deir ez-Zor. Thị trấn nằm ở ngã ba sông Euphrates và Khabur, phía đông nam Deir ez-Zor. Các địa phương gần đó bao gồm Muhassan ở phía tây bắc và al-Asharah, Mayadin và Hajin ở phía đông nam. Theo Cục Thống kê Trung ương Syria (CBS), Al-Busayrah có dân số 6.199 trong cuộc điều tra dân số năm 2004. Thị trấn được biết đến với tên Latin, Circesium, dưới thời La Mã. 

Al-Busayrah là trung tâm hành chính của Nahiya al-Busayrah của quận Deir ez-Zor.

Trong cuộc Nội chiến Syria, thành phố đã bị ISIL chiếm đóng cho đến khi SDF chiếm được nó vào ngày 12 tháng 11 năm 2017.

## Khí hậu
Ở Al-Busayrah, có khí hậu sa mạc. Hầu hết mưa rơi vào mùa đông. Phân loại khí hậu Köppen-Geiger là BWh. Nhiệt độ trung bình hàng năm ở Al-Busayrah là 20,2 °C (68,4 °F). Khoảng 154 mm (6,06 in)     lượng mưa giảm hàng năm. 
| Dữ liệu khí hậu của {{{location}}} | Dữ liệu khí hậu của {{{location}}} | Dữ liệu khí hậu của {{{location}}} | Dữ liệu khí hậu của {{{location}}} | Dữ liệu khí hậu của {{{location}}} | Dữ liệu khí hậu của {{{location}}} | Dữ liệu khí hậu của {{{location}}} | Dữ liệu khí hậu của {{{location}}} | Dữ liệu khí hậu của {{{location}}} | Dữ liệu khí hậu của {{{location}}} | Dữ liệu khí hậu của {{{location}}} | Dữ liệu khí hậu của {{{location}}} | Dữ liệu khí hậu của {{{location}}} | Dữ liệu khí hậu của {{{location}}} |
| Tháng                              | 1                                  | 2                                  | 3                                  | 4                                  | 5                                  | 6                                  | 7                                  | 8                                  | 9                                  | 10                                 | 11                                 | 12                                 | Năm                                |
| ---------------------------------- | ---------------------------------- | ---------------------------------- | ---------------------------------- | ---------------------------------- | ---------------------------------- | ---------------------------------- | ---------------------------------- | ---------------------------------- | ---------------------------------- | ---------------------------------- | ---------------------------------- | ---------------------------------- | ---------------------------------- |
| [ cần dẫn nguồn ]                  |                                    |                                    |                                    |                                    |                                    |                                    |                                    |                                    |                                    |                                    |                                    |                                    |                                    |